# Неудача Пуаро
«Неуда́ча Пуаро́» — российский пятисерийный детективный телевизионный художественный фильм, снятый режиссёром Сергеем Урсуляком в 2002 году. Экранизация романа английской писательницы Агаты Кристи «Убийство Роджера Экройда» (1926).
Роль главного героя — бельгийского сыщика Эркюля Пуаро — исполняет Константин Райкин.

## Сюжет
В собственном кабинете убит хозяин особняка — Роджер Экройд. Расследование ведут двое — местный врач Джеймс Шеппард и бельгийский сыщик Эркюль Пуаро, решивший отойти от дел и заняться садоводством.
Подозреваются все — племянник, домочадцы, слуги, гости. У каждого есть алиби и каждый что-то утаивает, но в то же время все надеются на Пуаро и справедливый исход следствия. Все, кроме истинного убийцы. Но Пуаро не спешит, он терпеливо накапливает факты, избавляется от противоречий, освобождает каждого от обременительной тайны и остаётся один на один с убийцей, фактами, логикой и разочарованием.

## В ролях
- Сергей Маковецкий — Джеймс Шеппард, доктор, рассказчик
- Константин Райкин — Эркюль Пуаро, бельгийский сыщик
- Вячеслав Жолобов — Роджер Экройд, богатый бизнесмен
- Константин Желдин — Паркер Адамс, дворецкий в доме Роджера Экройда
- Лика Нифонтова — Каролина Шеппард, сестра Джеймса
- Александр Сирин — Хеммонд, поверенный в делах Роджера Экройда
- Светлана Немоляева — миссис Сесил Экройд, вдова младшего брата Роджера Экройда, мать Флоры
- Александр Лазарев — Гектор Блент, майор, друг Роджера Экройда
- Ольга Красько — мисс Флора Экройд, дочь миссис Сесил Экройд, племянница Роджера Экройда, невеста Ральфа Пейтена
- Юрий Чурсин — Джеффри Реймонд, секретарь Роджера Экройда
- Елена Козелькова — мисс Элизабет Рассел, экономка в доме Роджера Экройда
- Сергей Степанченко — инспектор Дейвис
- Роман Романцов — Ральф Пейтен, капитан, пасынок Роджера Экройда (сын умершей жены Роджера Экройда от предшествующего брака), друг доктора Шеппарда
- Елена Подкаминская — мисс Урсула Борн (миссис Ральф Пейтен), старшая горничная в доме Роджера Экройда
- Ольга Барнет — миссис Дороти Феррар, богатая вдова
- Наталия Вдовина — миссис Ричард Фоллиот, жена капитана Фоллиота, старшая сестра Урсулы Борн
- Евгения Дмитриева — Элзи Дейл, горничная в доме Роджера Экройда
- Татьяна Кузнецова — миссис Эмма Купер, кухарка в доме Роджера Экройда

## Съёмочная группа
- Автор сценария: Сергей Урсуляк
- Режиссёр: Сергей Урсуляк
- Оператор: Михаил Суслов
- Композитор: Михаил Броннер